# September in the Rain (альбом)
September in the Rain — студийный альбом американской певицы Дины Вашингтон, выпущенный в 1961 году на лейбле Mercury Records. Заглавный трек был выпущен как сингл и занял 23-ю строчку в чарте Billboard Hot 100 и 5-ю строчку в чарте Hot R&B.

## Отзывы критиков
| Оценки критиков                   | Оценки критиков |
| Источник                          | Оценка          |
| --------------------------------- | --------------- |
| AllMusic                          | [ 2 ]           |
| The Encyclopedia of Popular Music | ·               |
| New Record Mirror                 | [ 5 ]           |

Джимми Уотсон из британского издания New Record Mirror написал: «Дина Вашингтон в отличной форме на этом сете. Песни хороши и исполняются в плавном стиле свинга. Заглавная песня хорошо зарекомендовала себя в чартах и является хорошим руководством к тому, что вы услышите на остальной части альбома. Я рекомендую его всем, кому нравится хорошая песня, хорошо спетая».

## Список композиций
1. «September in the Rain» (Гарри Уоррен, Эл Дубин) — 2:05
2. «Without a Song» (Винсент Юманс, Билли Роуз, Эдвард Элиску) — 3:05
3. «This Heart of Mine» (Гарри Уоррен, Артур Фрид) — 2:18
4. «As Long as I’m in Your Arms» (Клайд Отис, Вин Корсо) — 1:50
5. «With a Song in My Heart» (Ричард Роджерс, Лоренц Харт) — 3:00
6. «Softly» (Джо Грин, Эдди Бил) — 2:25
7. «I Can’t Believe That You’re in Love with Me» (Джимми Макхью, Кларенс Гаскилл) — 2:40
8. «I Was Telling Him About You» (Муз Шарлап, Дон Джордж) — 2:17
9. «I’ve Got My Love to Keep Me Warm» (Ирвинг Берлин) — 3:05
10. «I’ll Never Kiss You Goodbye» (Клайд Отис) — 2:25
11. «I’ll Come Back for More» (Орамей Даймонд, Би Уокер, Белфорд Хендрикс) — 2:25
12. «Tell Love Hello» (Дамита Джо) — 2:43

## Участники записи
- Аранжировка — Белфорд Хендрикс
- Бас-гитара — Джимми Роузер, Ред Каллендер
- Вокал — Дина Вашингтон
- Гитара — Барни Кессел, Рон Холл
- Дирижёр — Белфорд Хендрикс, Фред Норман, Нат Гудман
- Ударные — Эрл Палмер
- Фортепиано — Эрни Фриман, Джо Завинул

## Чарты
| Чарт (1962)              | Высшая позиция |
| ------------------------ | -------------- |
| США (Billboard Top LP’s) | 56             |